# Slade on Stage
Albums de Slade
Till Deaf Do Us Part
(1981) The Amazing Kamikaze Syndrome
(1983)
Slade on Stage est le troisième album live du groupe britannique de rock Slade. Il est sorti en 1982 sur le label RCA Records.
Il documente le concert donné par le groupe au City Hall (en) de Newcastle upon Tyne le 18 décembre 1981.

## Fiche technique

### Chansons
Toutes les chansons sont écrites et composées par Noddy Holder et Jim Lea, sauf mention contraire.
| 1. | Rock and Roll Preacher            | 5:18 |
| 2. | When I'm Dancin' I Ain't Fightin' | 3:42 |
| 3. | Take Me Bak 'Ome                  | 4:32 |
| 4. | Everyday                          | 3:18 |
| 5. | Lock Up Your Daughters            | 4:02 |

| 6.  | We'll Bring the House Down |                                       | 4:17 |
| 7.  | A Night to Remember        |                                       | 8:09 |
| 8.  | Gudbuy T'Jane              |                                       | 4:39 |
| 9.  | Mama Weer All Crazee Now   |                                       | 2:55 |
| 10. | You'll Never Walk Alone    | Richard Rodgers, Oscar Hammerstein II | 0:35 |

### Musiciens
- Noddy Holder : chant, guitare rythmique
- Dave Hill : guitare solo, chœurs
- Jim Lea : basse, chœurs
- Don Powell : batterie

### Équipe de production
- Slade : production
- Dave Garland, George Peckham : ingénieur du son
- Mike Robinson : mixage
- Andrew Christian : conception de la pochette
- Colin Newman : titre
- Partridge Rushton : photographie

### Classements et certifications
| Classement                    | Meilleure position |
| ----------------------------- | ------------------ |
| Royaume-Uni (UK Albums Chart) | 58                 |